# Funplex
Funplex – siódmy album studyjny grupy The B-52’s, nagrany pomiędzy rokiem 2006 a 2007, wydany 25 marca 2008.

## lista utworów
Muzyka: Keith Strickland, teksty i melodie Kate Pierson, Fred Schneider i Cindy Wilson.
1. „Pump” – 4:53
2. „Hot Corner” – 3:24
3. „Ultraviolet” – 4:25
4. „Juliet of the Spirits” – 4:22
5. „Funplex” – 4:07
6. „Eyes Wide Open” – 5:35
7. „Love in the Year 3000” – 4:14
8. „Deviant Ingredient” – 4:50
9. „Too Much to Think About” – 3:47
10. „Dancing Now” – 4:02
11. „Keep This Party Going” – 4:31

### Bonus
- iTunes-exclusive deluxe version

1. „Private Idaho” (Live at the Roxy) – 4:00
2. „Planet Claire” (Live at the Roxy) – 5:28

- Target-exclusive bonus CD: Live at the Roxy in L.A.

1. „Party out of Bounds” – 3:45
2. „Channel Z” – 5:26
3. „Roam” – 5:13
4. „Strobe Light” – 4:38
5. „Rock Lobster” – 5:33

## Muzycy
- Fred Schneider – śpiew
- Kate Pierson – śpiew
- Keith Strickland – gitara, programowanie, instrumenty klawiszowe
- Cindy Wilson – śpiew
- Tracy Wormworth – gitara basowa
- Sterling Campbell – perkusja

## Listy przebojów
| Lista (2008)            | Najwyższa pozycja |
| ----------------------- | ----------------- |
| Australian Albums Chart | 93                |
| Francja                 | 104               |
| Szwecja                 | 71                |
| UK                      | 73                |
| U.S. Billboard 200      | 11                |